# ماني فرنانديز
ماني فرنانديز هو لاعب هوكي الجليد كندي، ولد في 27 أغسطس 1974 في Etobicoke ‏ في كندا.

## وصلات خارجية
- ماني فرنانديز على موقع دوري الهوكي الوطني (الإنجليزية)
- ماني فرنانديز على موقع EliteProspects.com (الإنجليزية)
- ماني فرنانديز على موقع HockeyDB.com (الإنجليزية)
- ماني فرنانديز على موقع Hockey-Reference.com (الإنجليزية)